# The Sports Bra
The Sports Bra — жіночий спортбар у Портленді, штат Орегон.

## Опис
Розташований на 25-й авеню та Бродвеї в північно-східному районі Портленда Салліванс Галч, The Sports Bra – бар присвячений ЛГБТК та жіночому спорту.  Меню бару містить гамбургери, крильця баффало та молоді телячі реберця по-в’єтнамськи. Джейлон Томпсон з USA Today назвав бізнес «унікальною концепцією» з власницею, яка «прагне створити спільноту, розширити можливості та просувати жінок у спорті». У барі для людей різного віку проводяться офіційні трансляції жіночого футбольного клубу Портленд Торнс. За словами Ерін Рук з LGBTQ Nation, The Sports Bra «є першим у світі жіночим спортивним баром».

## Історія
Місцевий шеф-кухар і колишня баскетболістка Дженні Нгуєн відкрила бар у квітні 2022 року. Ця ідея до неї прийшла після перегляду жіночого баскетбольного турніру 2018 року NCAA Division I у переповненому спортбарі де матч транслювався без звуку. Надихнувшись словами своєї дівчини та успіхом руху MeToo, Нгуєн розпочала бізнес за підтримки кампанії на Kickstarter, яка зібрала приблизно 95 000 доларів до березня 2022 року. Бар також співпрацює з жіночими пивоварнями по всій агломерації Портленда, зокрема Freeland Spirits, Herbucha та Migration.